# جامعة ولاية ميسيسيبي
جامعة ولاية ميسيسيبي هي جامعة بحثية  عامة تقع في ولاية مسيسيبي بالولايات المتحدة.